# Jean-Yves Bernot
Jean-Yves Bernot, né à Moulins (Allier), est un météorologue français, spécialisé dans la course au large.

## Biographie
Né à Moulins, il découvre la voile et la régate en Bretagne nord et dans les Glénan. Après des études en mathématiques et océanographie, il navigue avec Éric Tabarly, Philippe Poupon et se spécialise dans la stratégie de course et le routage. Il est notamment le navigateur de Loïc Caradec en 1984 lors de sa victoire dans la Transat Québec-Saint-Malo en 1984 et en 1986 lorsqu'il battit le record de la traversée de l'Atlantique Nord à la voile et remporte l'Admiral's Cup avec l'équipe de France en 1991.
Spécialiste reconnu et respecté du routage, il est le routeur de Philippe Jeantot et Christophe Auguin pour leurs deux victoires chacun dans le BOC Challenge. Il aide Auguin, Isabelle Autissier, Michel Desjoyeaux, Ellen MacArthur ou Vincent Riou à mieux préparer leur stratégie lors de leurs courses et devient formateur au Pôle Finistère Course au Large de Port-la-Forêt. Pour le Vendée Globe 2012-2013, il forme huit des vingt participants, dont François Gabart et Armel Le Cléac'h,.
Il est le routeur de nombreux briseurs de records, comme Francis Joyon, Franck Cammas, ou François Gabart.
Il est surnommé « le sorcier ».

## Publications
- Brises thermiques : comment utiliser les brises en croisière ou en régate, Versailles, Éditions du Pen Duick, coll. « Cahiers de navigation du Pen Duick », 1991, 77 p. (ISBN 2-7373-1050-4)
- Vent et régate : les stratégies, Paris, Éditions du Chiron, coll. « Bibliovoile », 1994, 223 p. (ISBN 2-87864-025-X)
- Météorologie locale : croisière et régate, Paris, Éditions du Chiron, coll. « Bibliovoile », 1995, 351 p. (ISBN 2-87864-025-X)
- Météo et stratégie : Croisière et course au large, Paris, Voiles Gallimard, 2004, 624 p. (ISBN 978-2742412587)
- Prévisions météo : Internet, télécopie, fac-similé, fichiers numériques, Paris, Voiles et Voiliers, coll. « Guide expert voiles », 2004, 130 p. (ISBN 2-9517662-3-8)
- Prévisions météo, Paris, Voiles et Voiliers, 2006, 130 p. (ISBN 978-2951766235)
- Météo locale : Croisière et régate, Paris, Voiles Gallimard, 2007, 592 p. (ISBN 978-2742419449)
- Les Routages en course et en croisière, Paris, Voiles et Voiliers, 2014, 207 p. (ISBN 978-2-916083-70-4)
- Images sat : la météo vue du ciel, Rennes, Voiles et Voiliers, 2017, 271 p. (ISBN 978-2-916083-47-6)